# Rauch (Buenos Aires)
Cet article concerne la ville. Pour l'arrondissement, voir Rauch (partido). Pour les autres significations, voir Rauch.
Rauch est une ville de la province de Buenos Aires et capitale du partido de Rauch, en Argentine.